# Cayuga (canard)
Pour les articles homonymes, voir Lac Cayuga.
Le cayuga est un canard domestique originaire d'Amérique du Nord. Il doit son nom au  lac homonyme dans l'État de New York. C'est un canard de taille moyenne fameux depuis le milieu du XIXe siècle aux États-Unis, sélectionné pour sa chair et ses œufs, et aujourd'hui surtout comme race ornementale. C'est un canard noir à la tête vert foncé.

## Histoire
Une légende locale affirme que cette race dériverait selon une hypothèse non vérifiable du canard noir (Anas rubripes) croisé avec des races domestiques issues du colvert au début du XIXe siècle. Mais il semble plutôt qu'il s'agirait d'un descendant du canard émeraude qui présente les mêmes caractéristiques iridescentes, croisé avec des canards au plumage noir. Lewis Wright dans son livre The Book of Poultry, publié en 1885, cite un aviculteur anglais du Lancashire qui porte témoignage de canards noirs dans le Lancashire dans les années 1860 de mêmes dimensions et forme l'hypothèse que ce sont eux qui ont été exportés par les colons aux États-Unis et qui sont à l'origine du cayuga. Ce canard fermier au plumage noir a disparu du Lancashire car il a été remplacé dans les années 1880 par le canard d'Aylesbury au plumage blanc, plus rentable. 

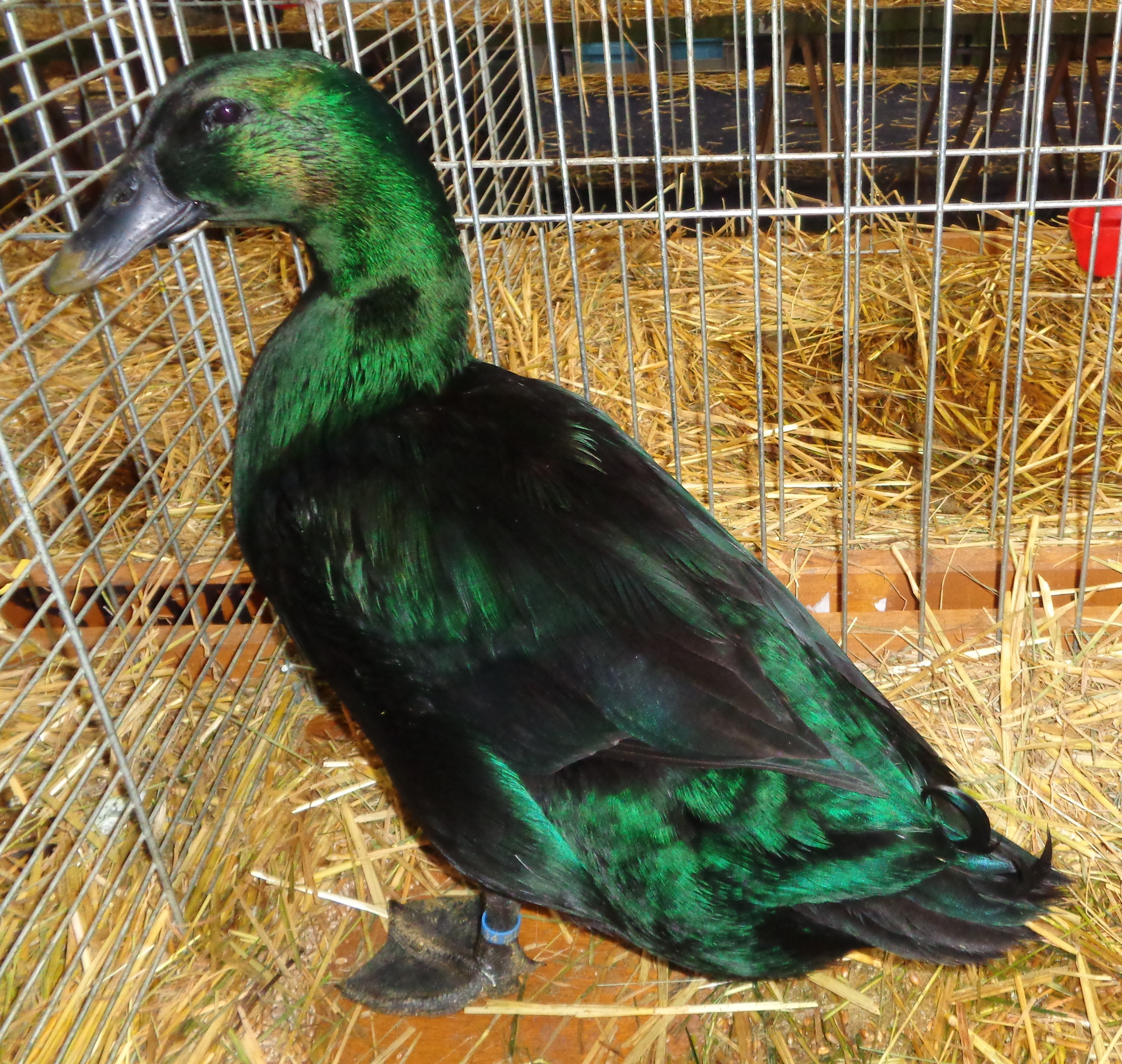
Mâle Cayuga

La race est fixée par les éleveurs des environs du lac Cayuga et admise au Standard of Perfection de l'American Poultry Association en 1874. Jusqu'à la fin du XIXe siècle, elle est produite pour l'approvisionnement en chair de la ville de New York et de ses alentours, avant d'être détrônée par le pékin américain.

## Description
Le cayuga est un canard de taille moyenne et fort robuste, ce qui lui permet de supporter les hivers longs et froids du Nord-Est américain. Le seul coloris reconnu est le noir. Comparativement à d'autres races domestiques au plumage noir, c'est la seule à avoir des reflets vert foncé irisé. Les femelles développent des plumes blanches pendant la mue, contrairement aux mâles. Son bec, ses pattes et ses palmes sont noirs. Son cancanement est bas et il est docile, ce qui en fait un excellent animal de compagnie. La jeune cane peut pondre entre 100 et 175 œufs par an. Ses œufs sont noirs ou gris foncé, et même gris clair en fin de saison de ponte.

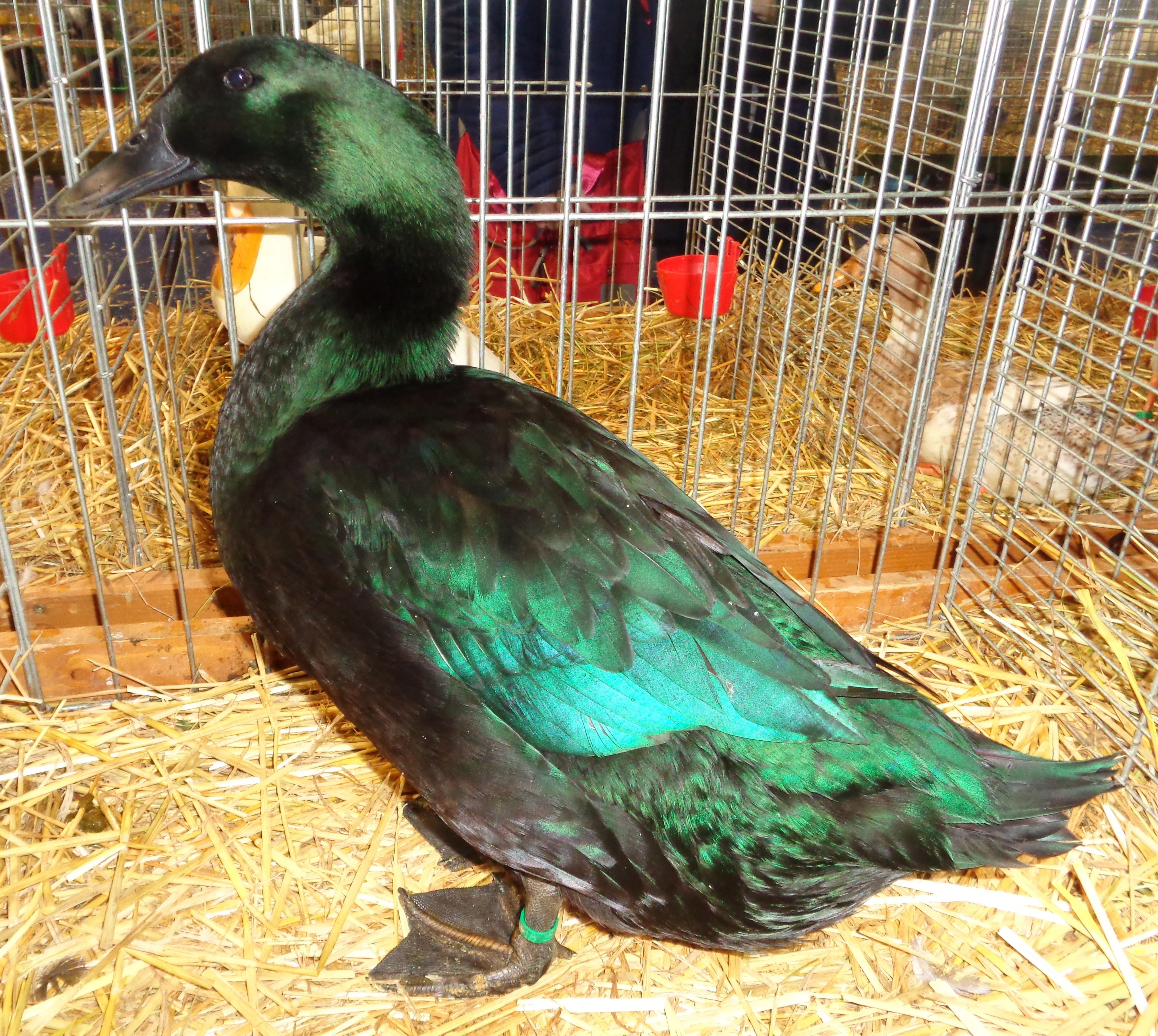
Femelle Cayuga

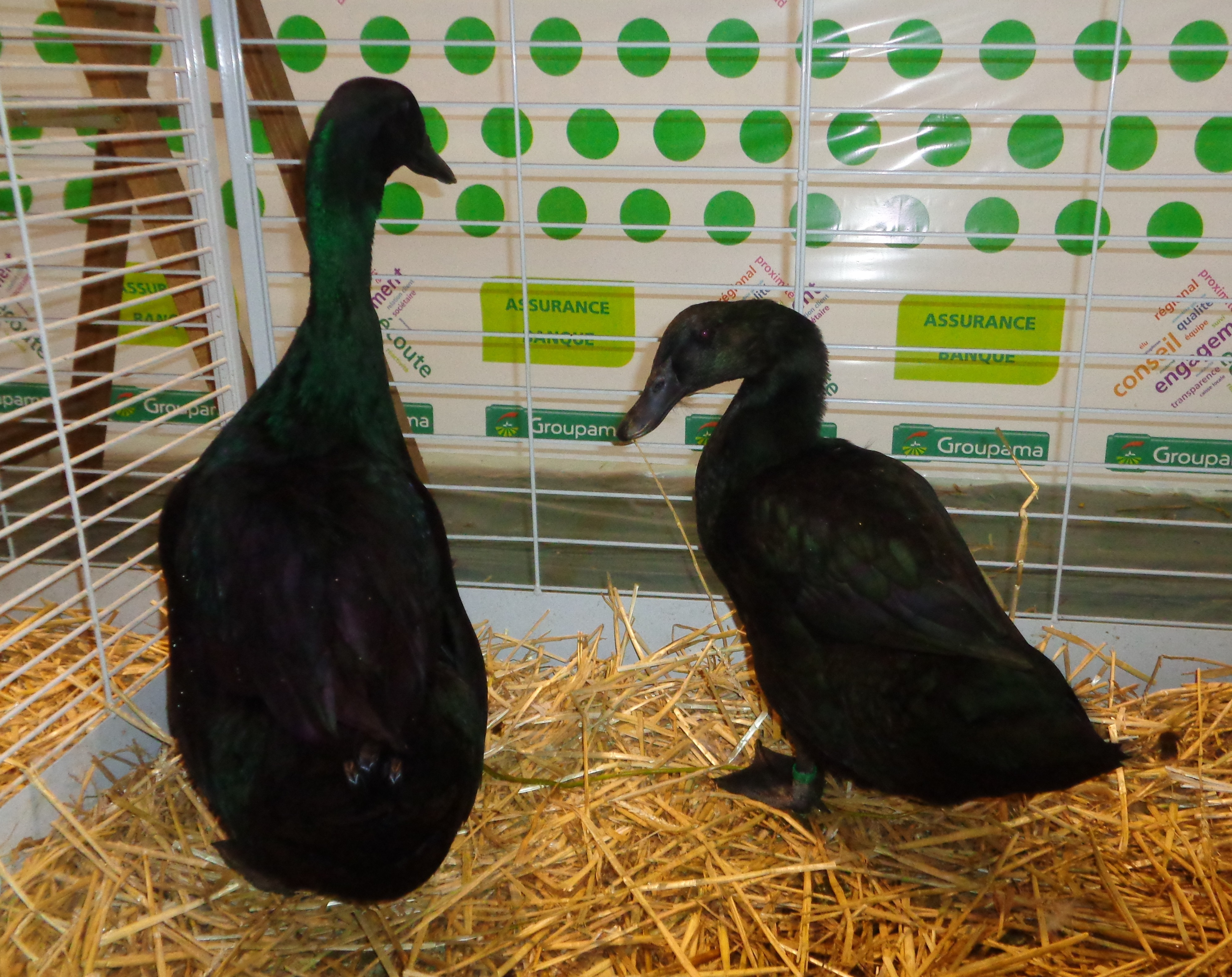
Couple de Cayuga